# Henri Toivomäki
Henri Toivomäki (Mäntsälä, 21 februari 1991) is een Finse voormalig profvoetballer die als verdediger speelde. 

## Clubcarrière
Toivomäki's voetbalcarrière begon bij Mäntsälän Urheilijoiden in zijn geboortestad. In 2004 kwam hij terecht bij FC Lahti, waar hij vier jaar in de jeugd speelde. In het seizoen 2008 debuteerde hij en speelde hij 15 wedstrijden voor zijn ploeg. In het seizoen daarop, seizoen 2009, speelde hij 24 wedstrijden voor het eerste elftal. In ditzelfde jaar werd Toivomäki getest door onder meer RC Lens en FC Internazionale. Hij werd door Atalanta Bergamo gecontracteerd. Toivomäki werd voor één seizoen verhuurd met optie tot koop. Bij Atalanta Bergamo speelde hij geen enkele competitiewedstrijd voor het eerste elftal. Toivomäki ging terug naar Finland, om hier op huurbasis te spelen voor tweede divisie club FC Hämeenlinna, uitkomend in de Ykkönen. Zijn verblijf was echter kort, hij speelde er maar één wedstrijd. Atalanta Bergamo lichtte de optie tot koop niet en na een korte periode bij FC Hämeenlinna kwam Toivomäki in de zomer van 2010 terug bij FC Lahti. Hij speelde in het restant van het seizoen 2010 negen wedstrijden voor zijn club.
Ajax maakte op 3 januari 2011 gebruik van de transfervrije status van de verdediger. Hij werd gecontracteerd voor 2,5 jaar met een optie voor nog twee jaar, op aanraden van Jari Litmanen. Toivomäki werd in het seizoen 2012/13 verhuurd aan Almere City FC, de club die een samenwerkingsverband heeft met Ajax. Zijn contract loopt daar af in juni 2013, dit geldt ook voor het contract dat hij bij Ajax tekende. Zijn contract bij Ajax werd niet verlengd en ook Almere City ging niet met de verdediger in zee.
Hij keerde terug bij FC Lahti en maakte per begin 2016 de overstap naar Sarpsborg 08 FF in Noorwegen.

## Statistieken[3]
| Seizoen | Club                      | Land      | Competitie     | Wedstrijden | Doelpunten |
| ------- | ------------------------- | --------- | -------------- | ----------- | ---------- |
| 2008    | FC Lahti                  | Finland   | Veikkausliiga  | 15          | 0          |
| 2009    | FC Lahti                  | Finland   | Veikkausliiga  | 24          | 0          |
| 2009/10 | →Atalanta Bergamo (huur)  | Italië    | Serie A        | 0           | 0          |
| 2010    | →FC Hämeenlinna (huur)    | Finland   | Ykkönen        | 1           | 0          |
| 2010    | FC Lahti                  | Finland   | Veikkausliiga  | 9           | 0          |
| 2010/11 | AFC Ajax                  | Nederland | Eredivisie     | 0           | 0          |
| 2011/12 | AFC Ajax                  | Nederland | Eredivisie     | 0           | 0          |
| 2012/13 | →Almere City FC (huur)    | Nederland | Jupiler League | 8           | 0          |
| 2013    | FC Lahti                  | Finland   | Veikkausliiga  | 11          | 0          |
| 2014    | FC Lahti                  | Finland   | Veikkausliiga  | 32          | 0          |
| 2015    | FC Lahti                  | Finland   | Veikkausliiga  | 20          | 1          |
| 2016    | Sarpsborg 08 FF           | Noorwegen | Tippeligaen    | 12          | 0          |
| 2017    | Sarpsborg 08 FF           | Noorwegen | Tippeligaen    | 4           | 0          |
| 2018    | Kuopion Palloseura (KuPS) | Finland   | Veikkausliiga  | 30          | 0          |
| 2019    | Kuopion Palloseura (KuPS) | Finland   | Veikkausliiga  | 17          | 0          |
| 2020    | Kuopion Palloseura (KuPS) | Finland   | Veikkausliiga  | 11          | 0          |
| 2021    | Kuopion Palloseura (KuPS) | Finland   | Veikkausliiga  | 10          | 1          |
| Totaal  | Totaal                    | Totaal    | Totaal         | 204         | 2          |